# Fritz Gils
Fritz Gils, eigentlich Jakob Friedrich Gils, (* 22. Dezember 1901 in Darmstadt; † 1. Juli 1957 in Groß-Umstadt) war ein deutscher Zeichenlehrer, Künstler und Maler.

## Kurzbiografie
Von 1921 bis 1925 studierte er an der Kunstgewerbeschule Mainz mit der staatlichen Zeichenlehrerprüfung als Abschluss. 1926 bis 1930 führte er seine Ausbildung an der Staatlichen Kunstakademie in Kassel unter anderem bei Kay H. Nebel und Ewald Dülberg weiter. Seit 1930 war Gils in Darmstadt-Eberstadt ansässig. 1930–1940 war er Zeichenlehrer am damaligen Realgymnasium in Groß-Umstadt. Von 1941 bis 1945 war er Soldat in Russland und geriet in Kriegsgefangenschaft. Nach 1946 lehrte er wieder als Zeichenlehrer in Groß-Umstadt.

## Wirken
Neben seiner Tätigkeit im Schuldienst entstand sein malerisches und zeichnerisches Werk im Zeichen der Neuen Sachlichkeit vor allem zur Zeit der Weimarer Republik. Im Gegensatz zu vielen Darmstädter Künstlern, die sich an der französischen Kunst orientierten, beeindruckte Fritz Gils die farbig kühl und surreal anmutende Malerei der Italiener, besonders die von Mario Sironi, der in der Künstlergruppe Novecento im Stile des Futurismus wirkte.
Fritz Gils war Mitglied in der Darmstädter Gruppe und in der Neuen Darmstädter Sezession (Mitglied von 1951 bis 1957). Beides sind Künstlervereinigungen, die weit über Darmstadt hinaus wirk(t)en.
Seine wirkliche „Entdeckung“ begann erst in den 1990er-Jahren. Erstmals wurden seine Werke in größerem Umfang ausgestellt. Heute werden großformatige Werke (vor allem aus der Zeit vor dem Zweiten Weltkrieg) auf Auktionen mit mehreren Tausend Euro gehandelt.